# Callisto
A Callisto a Jupiter egyik holdja, amelyet Galileo Galilei fedezett fel 1610-ben. A harmadik legnagyobb hold a Naprendszerben. Mérete kb. akkora, mint a Merkúré.

## Név
A Callisto hold a görög mitológiából kapta a nevét Kallisztó nimfa után. A nevet Simon Marius javasolta nem sokkal a hold felfedezése után. A Galilei-holdak neveit csak a 20. század közepén véglegesítették. A korai csillagászati irodalomban a Callistót egyszerűen csak Jupiter IV-ként jelölték (vagyis a Jupiter negyedik holdja).

## Fizikai tulajdonságok

### Felszín
A Callisto az egyik legkráterezettebb hold a Naprendszerben. A becsapódási kráterek és az azokhoz tartozó koncentrikus gyűrűk uralják a felszínt, nincsenek nagy kiterjedésű callistói hegyek. Ezt valószínűleg a felszín jeges természete okozza. A nagy krátereket és hegyeket eltörölte a jeges kéreg mozgása a geológiai idő során.

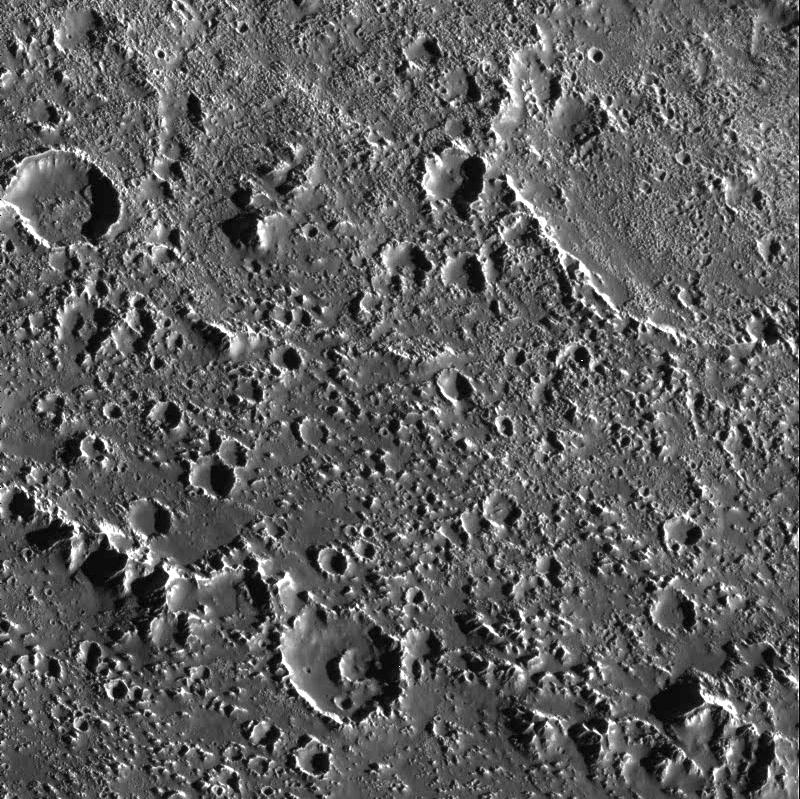
Közeli felvétel a felszínről, az Asgard becsapódási medence belsejéből

Két hatalmas becsapódási medence található a Callistón; a Valhalla a nagyobbik, 600 km átmérőjű fényes központi régióval és 3000 km átmérőre kiterjedő gyűrűkkel, a második az Asgard 1600 km átmérővel. Egy másik érdekes alakzat a Gipul Catena, egy hosszú krátersor egyenes vonalban. Ezt valószínűleg egy szétdarabolódott objektum okozta, amely becsapódás előtt túl közel repült el a Jupiter mellett (mint a Shoemaker–Levy 9 üstökös). A Callisto kérgének korát 4 milliárd évre becsülik, szinte a Naprendszer keletkezésével egyidőre. Lásd még: A Callisto krátereinek listája, a Callisto geológiai alakzatainak listája.

### Légkör
A Callistónak nagyon vékony, szén-dioxidból álló légköre van. Ennek forrása lehet a szárazjég lassú szublimációja a hold jeges felszínéről.

### Belső szerkezet

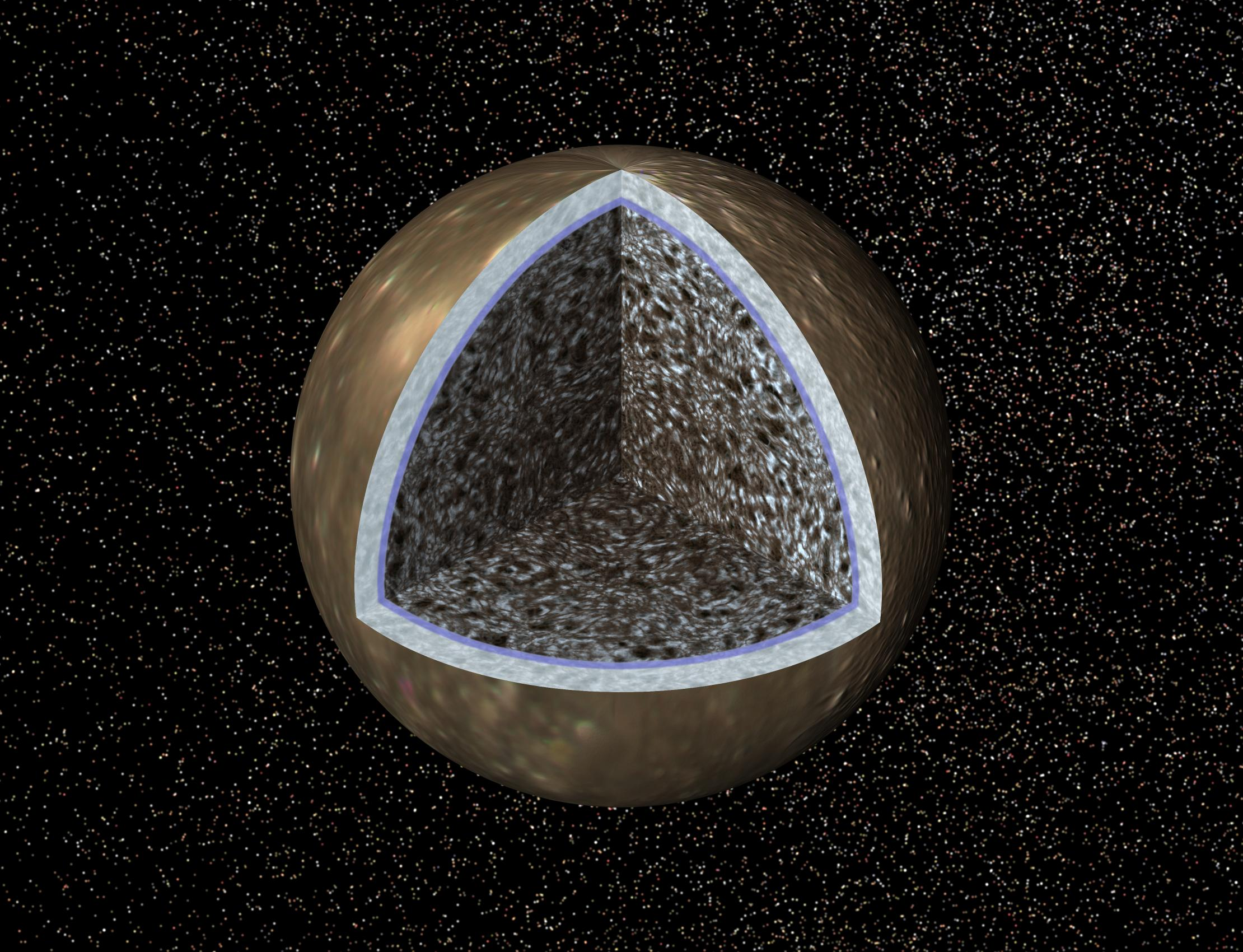
A Callisto belső szerkezete

A Callisto felszíne egy 150 km vastag jégrétegen van. A kéreg alatt egy 10 km vastag óceán terül el. Az óceánt a Jupiter és holdjai körüli mágneses tér tanulmányozásakor fedezték fel. A Callisto mágneses tere változik a Jupiter által létrehozott háttér mágneses tér hatására. Ez egy elektromosan vezető folyadékrétegre utal a hold belsejében.
Az óceán alatt a Callistónak úgy tűnik különös belseje van, amely nem teljesen egységes. A Galileo orbiter mérései szerint kő és jég alkotja, a kő mennyisége a mélységgel nő. A Galilei-holdak közül a Callistónak van a legkisebb sűrűsége, csak 1,86 g/cm³, 40%-a jég, 60%-a kő/vas.
A Ganymedesszel ellentétben a Callisto tektonikus aktivitására kevés jel utal. Látszólag sokkal egyszerűbb a geológiai múltja.